# Tritenii de Jos, Cluj
Tritenii de Jos este satul de reședință al comunei cu același nume din județul Cluj, Transilvania, România.

## Monument dispărut
Fosta biserică "Adormirea Maicii Domnului" din satul Tritenii de Jos este înscrisă pe "Lista monumentelor istorice dispărute", elaborată de Ministerul Culturii și Cultelor în anul 2004 (datare: sec. XVII, cod 13B0541).

## Lăcașuri de cult

Biserica ortodoxă „Sfântul Apostol și Evanghelist Matei”

- Biserica ortodoxă „Sfântul Apostol și Evanghelist Matei”

Biserica a fost construită din cărămidă, în perioada 1986-1996. Are formă de cruce, cu șapte turnuri. Lăcașul de cult a fost pictat în tehnica tempera de pictorul Tegla Petru, fiu al satului. Tot el este și autorul icoanelor ce împodobesc iconostasul sculptat în lemn de stejar. Biserica are hramul „Sfântul Apostol și Evanghelist Matei” și a fost sfințită de IPS Bartolomeu Anania, arhiepiscopul Vadului, Feleacului și Clujului, în data de 25 august 1996.
- Biserica penticostală
- Biserica adventistă

## Imagini

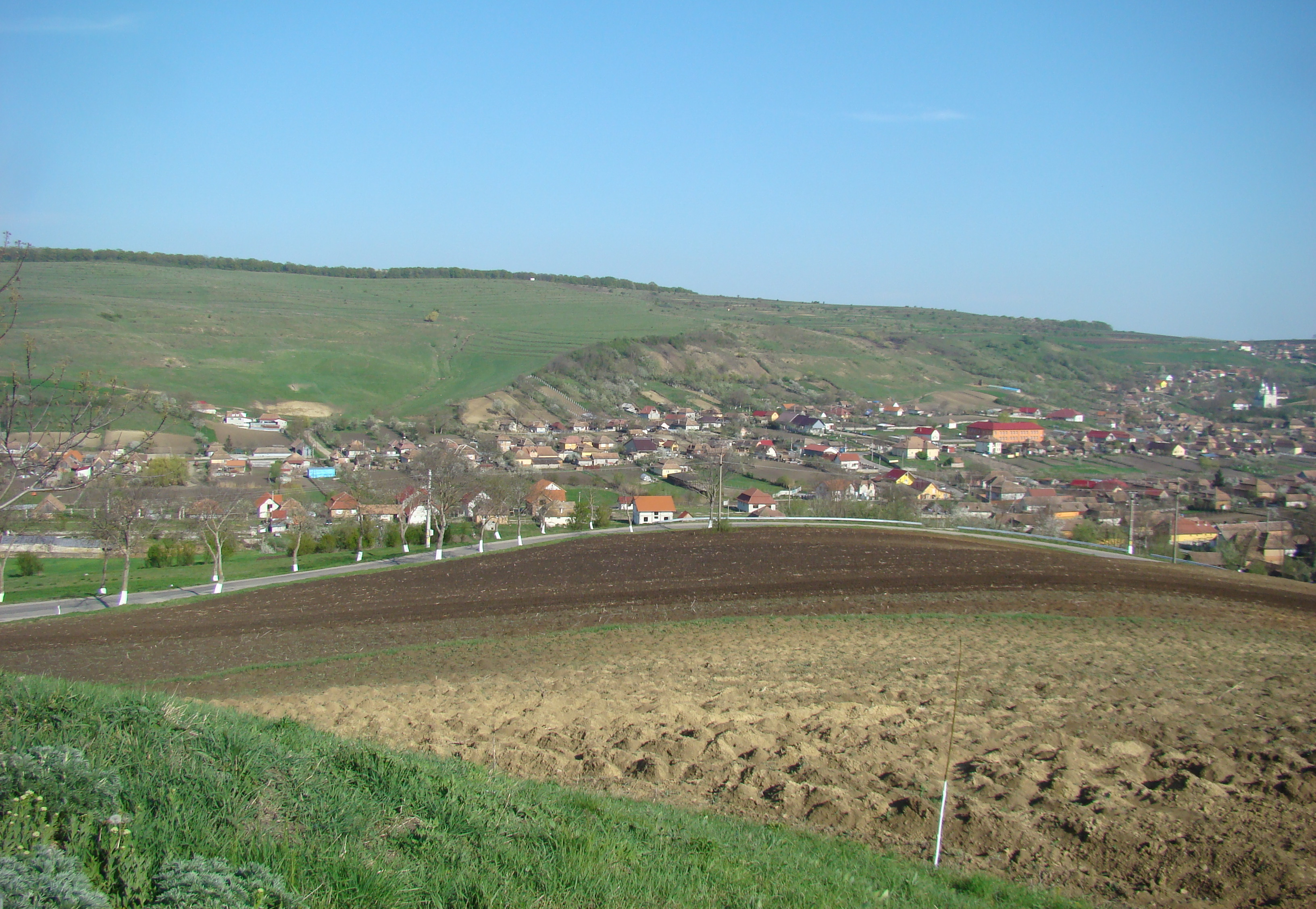
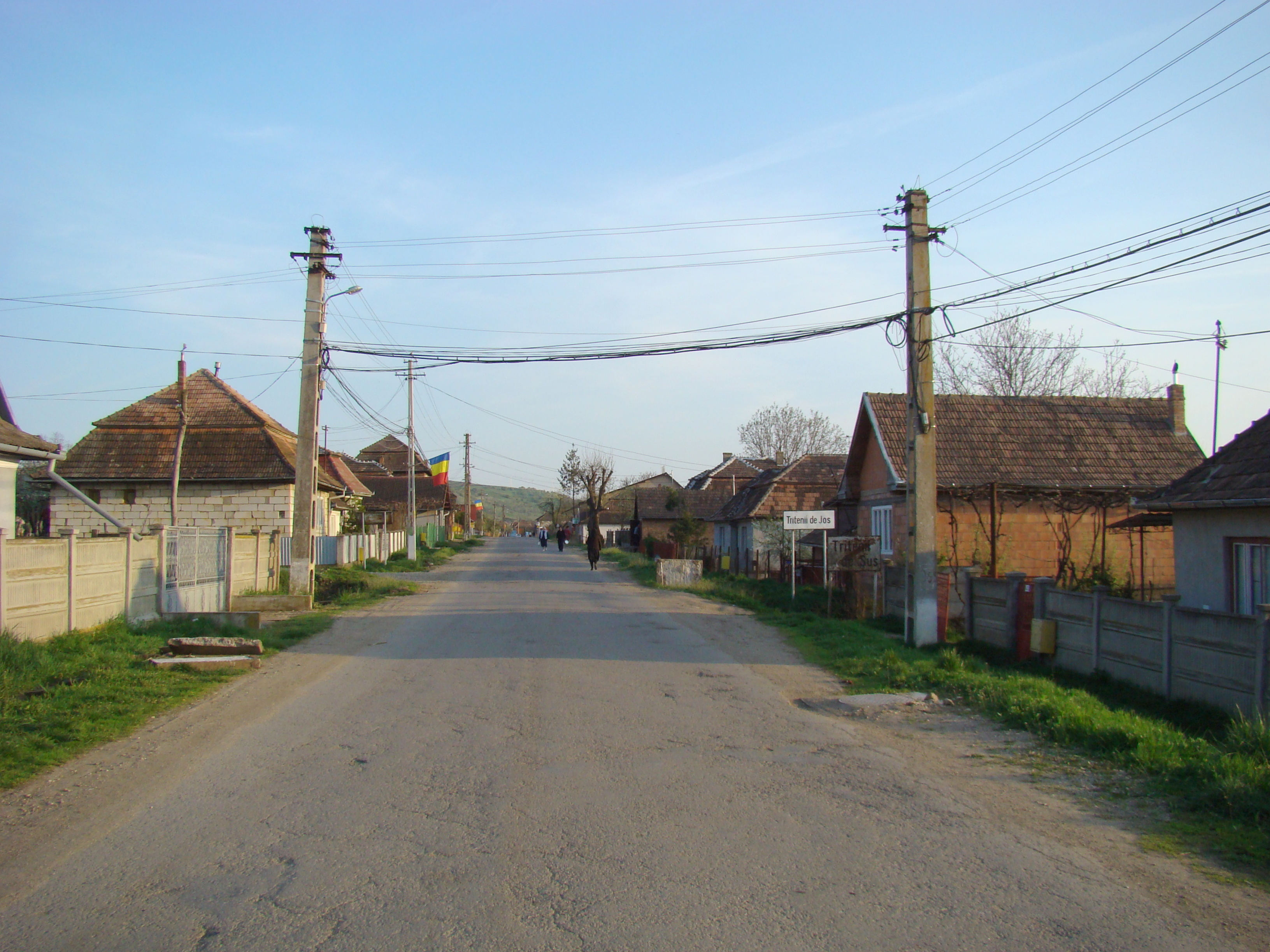
Intrarea în localitate
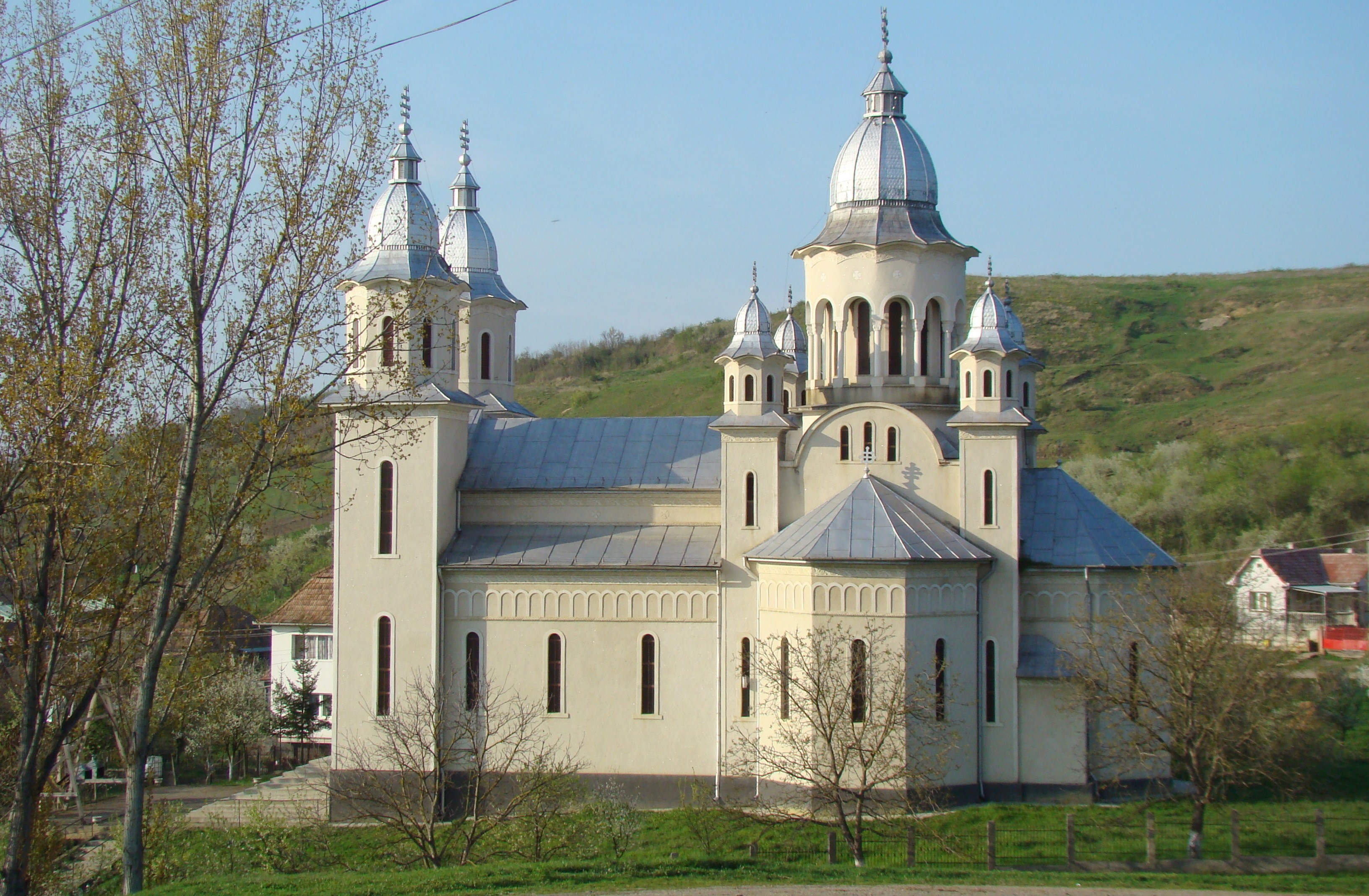
Biserica ortodoxă
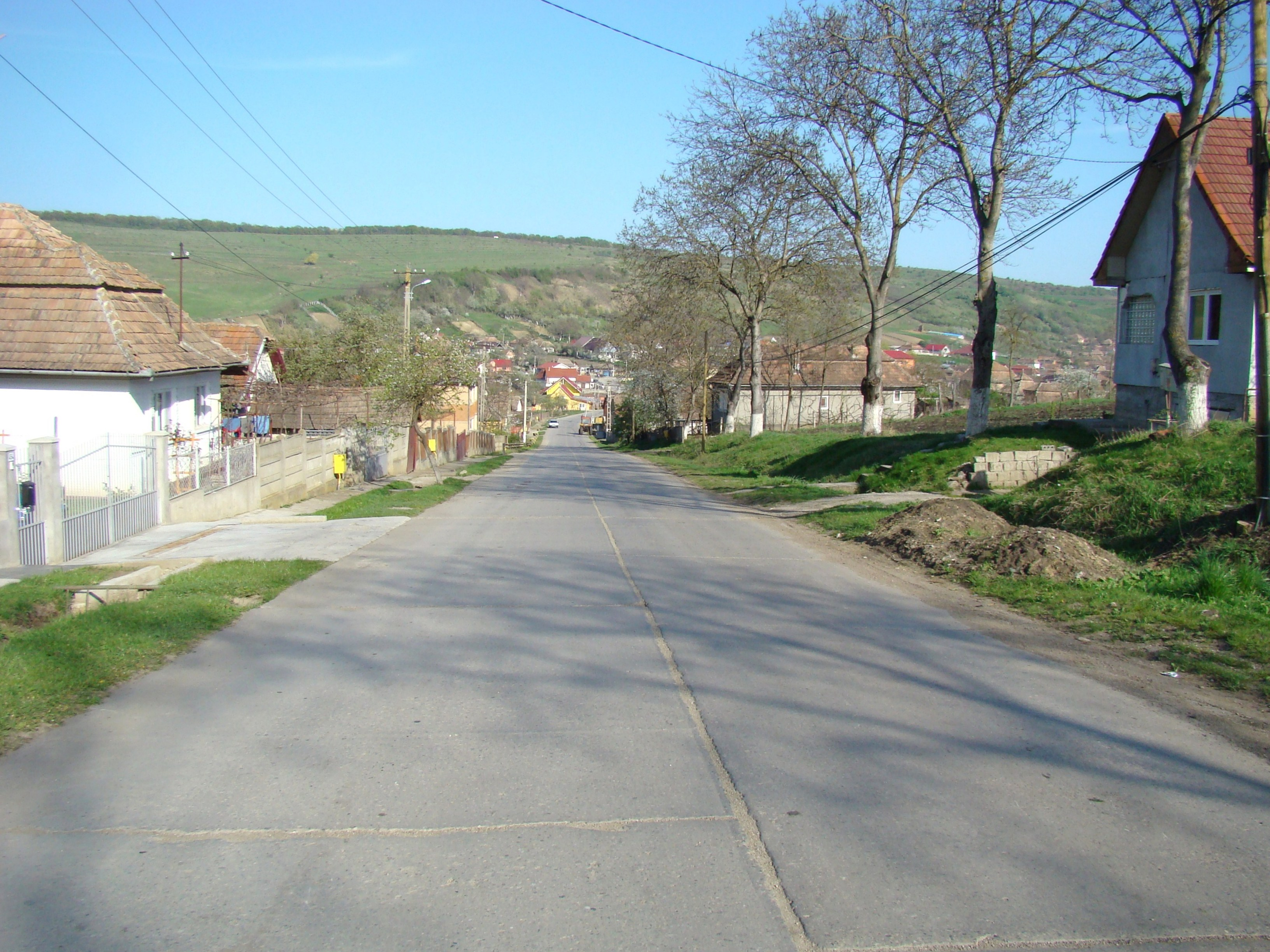
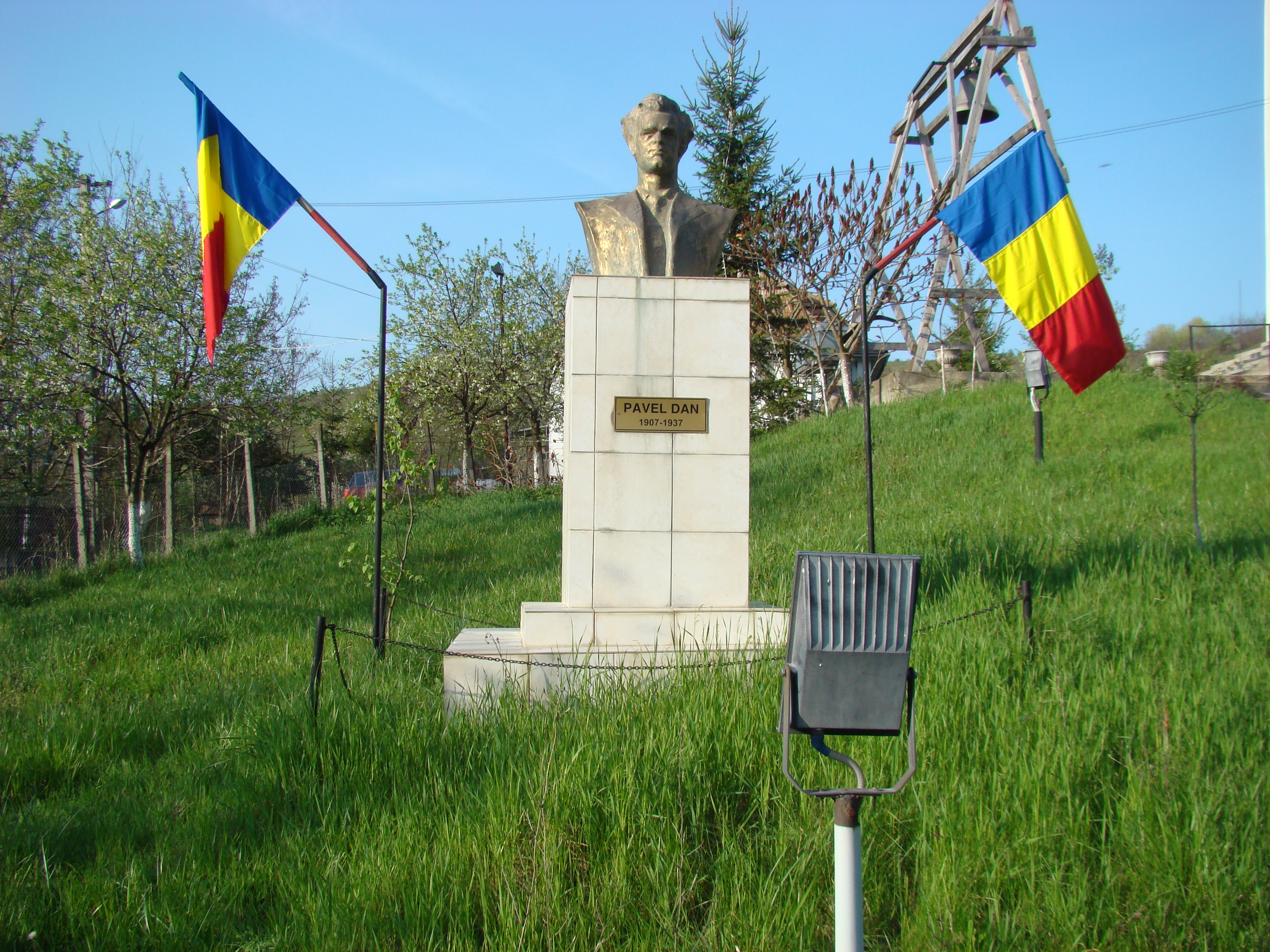
Bustul lui Pavel Dan
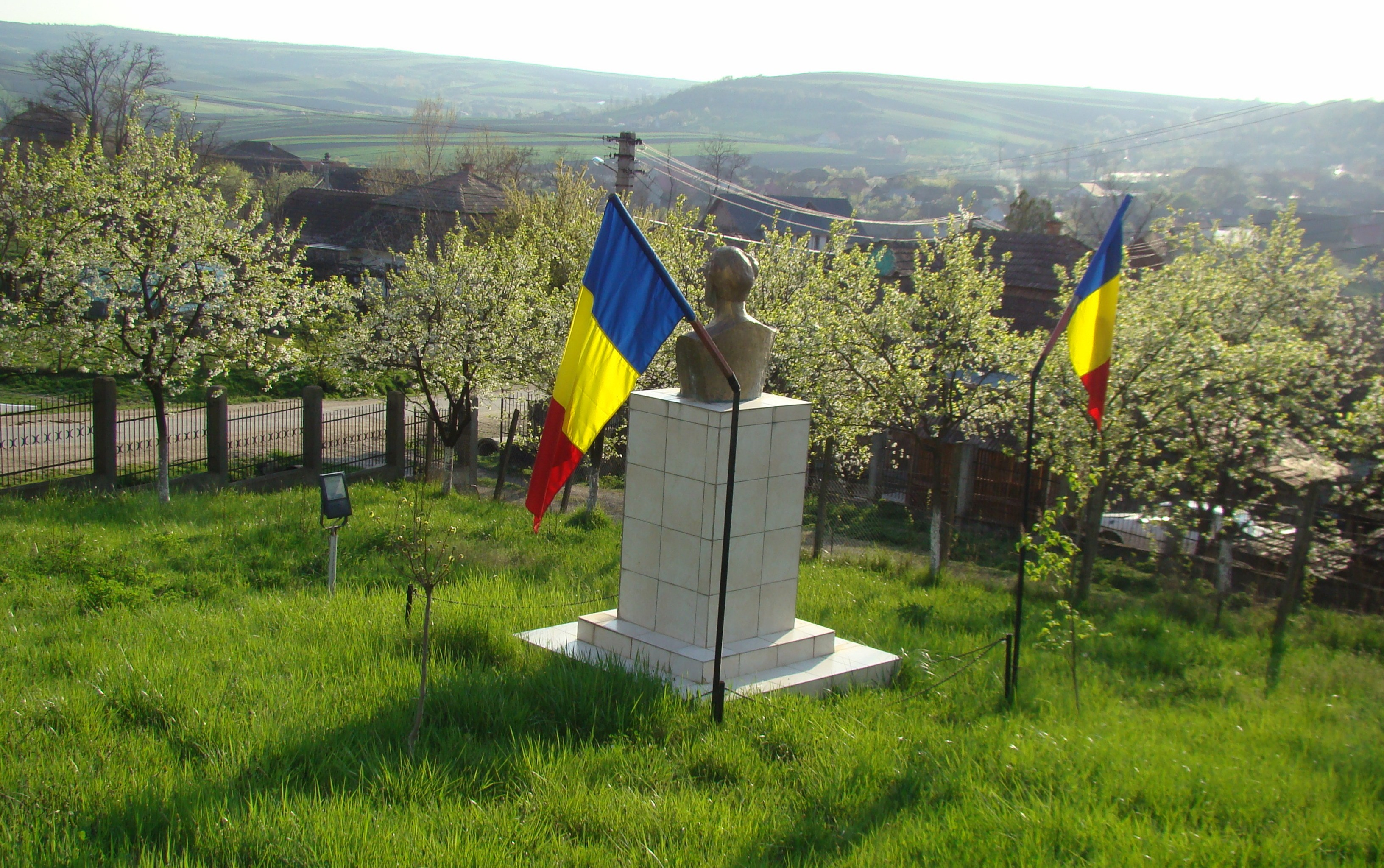
Bustul lui Pavel Dan
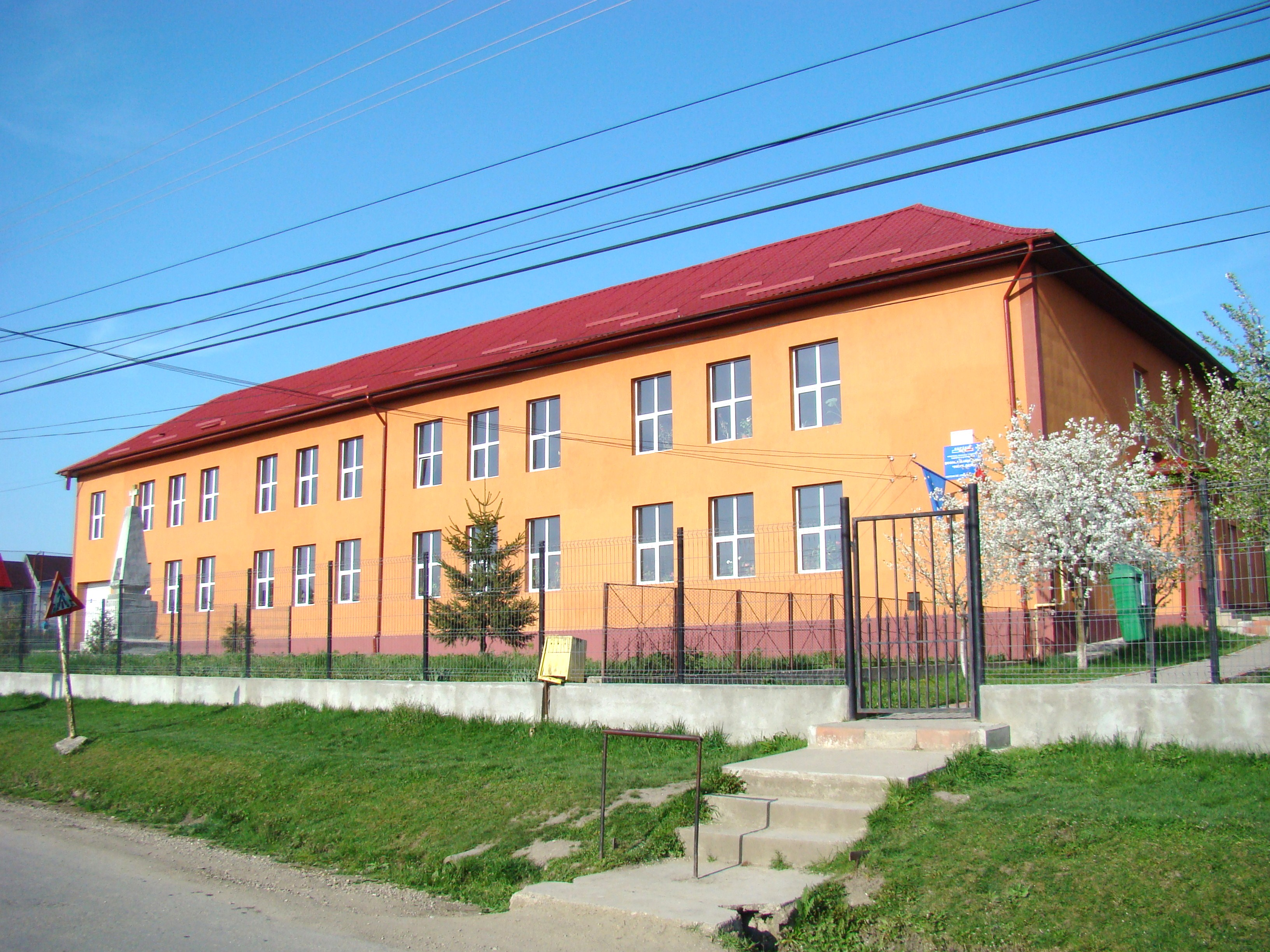
Școala
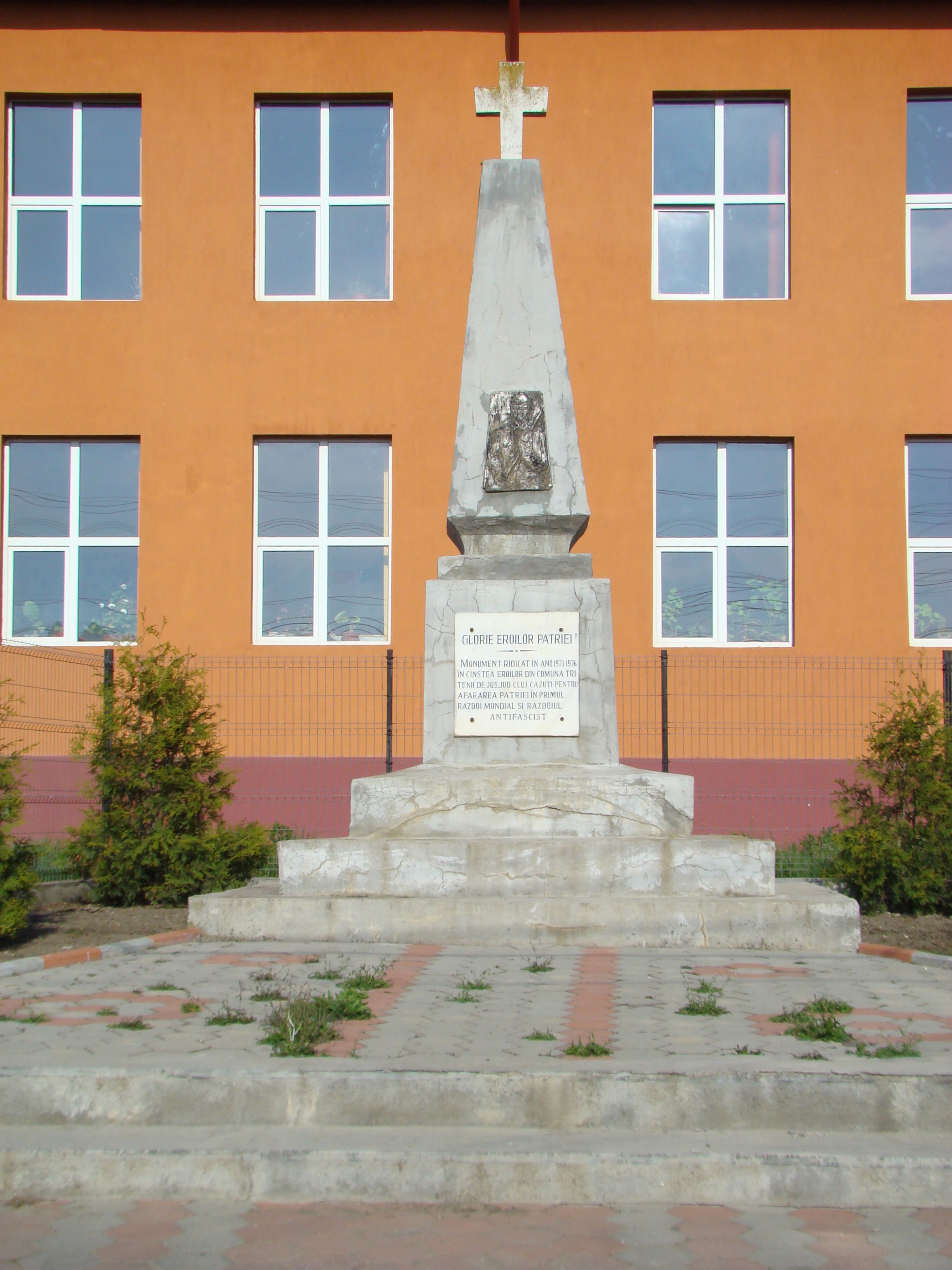
Monumentul Eroilor
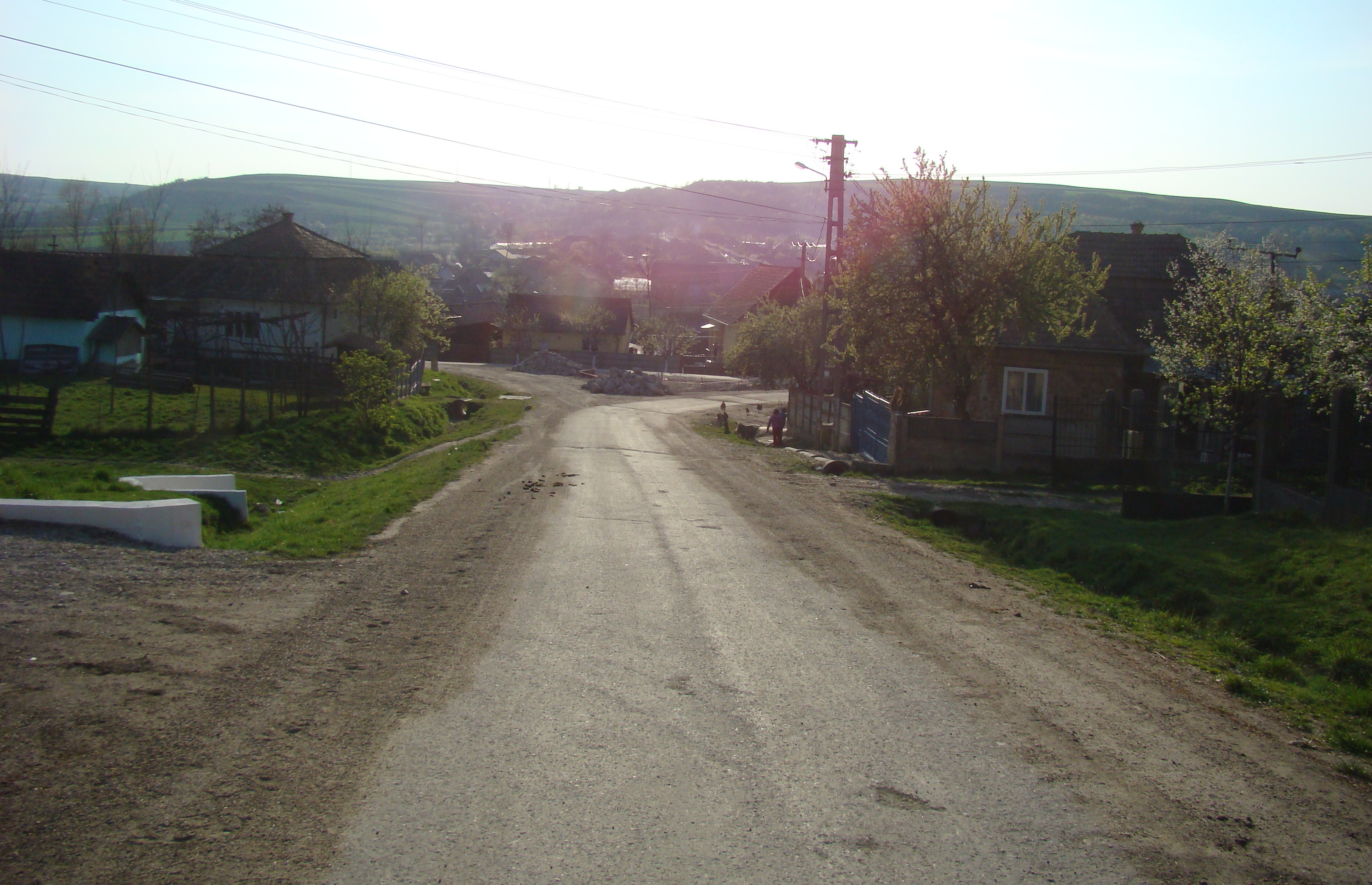